# Handbol als Jocs Olímpics d'estiu de 1936
Als Jocs Olímpics d'Estiu de 1936 celebrats a la ciutat de Berlín (Alemanya) es realitzà, per primera vegada en uns Jocs, una competició d'handbol en categoria masculina.
En aquests Jocs es va triar la varietat a l'aire lliure de l'esport, que és jugada en un camp de futbol amb 11 jugadors en cada equip, i el primer jugat a cobert va ser a Múnic el 1972. 100.000 espectadors van veure el partit final, jugat entre Àustria i Alemanya a l'estadi olímpic.

## Comitès participants
Hi participaren un total de 117 jugadors d'handobl de 6 comitès nacionals diferents:
- Alemanya (22)
- Àustria (22)
- Estats Units (14)[4]
- Hongria (21)[5]
- Romania (20)[6]
- Suïssa (18)[7]

## Resum de medalles[3]
| Prova           | Or | Argent | Bronze |
| Handbol masculí | Alemanya Willy Bandholz · Wilhelm Baumann · Helmut Berthold · Helmut Braselmann · Wilhelm Brinkmann · Georg Dascher · Kurt Dossin · Fritz Fromm · Hermann Hansen · Erich Herrmann · Heinrich Keimig · Hans Keiter · Alfred Klingler · Arthur Knautz · Heinz Körvers · Karl Kreutzberg · Wilhelm Müller · Günther Ortmann · Edgar Reinhardt · Fritz Spengler · Rudolf Stahl · Hans Theilig | Àustria Franz Bartl · Franz Berghammer · Franz Bistricky · Franz Brunner · Johann Houschka · Emil Juracka · Ferdinand Kiefler · Josef Krejci · Otto Licha · Friedrich Maurer · Anton Perwein · Siegfried Powolny · Siegfried Purner · Walter Reisp · Alfred Schmalzer · Alois Schnabel · Ludwig Schuberth · Johann Tauscher · Jaroslav Volak · Leopold Wohlrab · Friedrich Wurmböck · Johann Zehetner | Suïssa Max Blösch · Rolf Fäs · Burkhard Gantenbein · Willy Gysi · Erland Herkenrath · Ernst Hufschmid · Willy Hufschmid · Werner Meyer · Georg Mischon · Willy Schäfer · Werner Scheurmann · Edy Schmid · Erich Schmitt · Eugen Seiterle · Max Streib · Robert Studer · Rudolf Wirz |

## Medaller[2]
| Posició | País     | Or | Argent | Bronze | Total |
| 1       | Alemanya | 1  | 0      | 0      | 1     |
| 2       | Àustria  | 0  | 1      | 0      | 1     |
| 3       | Suïssa   | 0  | 0      | 1      | 1     |

## Resultats[3]

### Ronda preliminar

#### Grup A
| Equip        | P | G | E | P | GF | GC | DG  | Pts. |
| ------------ | - | - | - | - | -- | -- | --- | ---- |
| Alemanya     | 2 | 2 | 0 | 0 | 51 | 1  | +50 | 4    |
| Hongria      | 2 | 1 | 0 | 1 | 7  | 24 | −17 | 2    |
| Estats Units | 2 | 0 | 0 | 2 | 3  | 36 | −33 | 0    |

|          |        |              |
| Alemanya | 22 – 0 | Hongria      |
| Hongria  | 7 – 2  | Estats Units |
| Alemanya | 29 – 1 | Estats Units |

#### Grup B
| Equip   | P | G | E | P | GF | GC | DG  | Pts. |
| ------- | - | - | - | - | -- | -- | --- | ---- |
| Àustria | 2 | 2 | 0 | 0 | 32 | 6  | +26 | 4    |
| Suïssa  | 2 | 1 | 0 | 1 | 11 | 20 | −9  | 2    |
| Romania | 2 | 0 | 0 | 2 | 9  | 26 | −17 | 0    |

|         |        |         |
| Àustria | 18 – 3 | Romania |
| Suïssa  | 8 – 6  | Romania |
| Àustria | 14 – 3 | Suïssa  |

### Classificació per la 5a posició
|         |        |              |
| Romania | 10 – 3 | Estats Units |

### Ronda final
| Equip    | P | G | E | P | GF | GC | DG  | Pts. |
| -------- | - | - | - | - | -- | -- | --- | ---- |
| Alemanya | 3 | 3 | 0 | 0 | 45 | 18 | +27 | 6    |
| Àustria  | 3 | 2 | 0 | 1 | 28 | 23 | +5  | 4    |
| Suïssa   | 3 | 1 | 0 | 2 | 22 | 32 | −10 | 2    |
| Hongria  | 3 | 0 | 0 | 3 | 18 | 40 | −22 | 0    |

|          |        |         |
| Alemanya | 19 – 6 | Hongria |
| Àustria  | 11 – 6 | Suïssa  |
| Àustria  | 11 – 7 | Hongria |
| Alemanya | 16 – 6 | Suïssa  |
| Suïssa   | 10 – 5 | Hongria |
| Alemanya | 10 – 6 | Àustria |

## Classificació final
| Place | Nation |
| ----- | --- |
| 1     | Alemanya |
| 2     | Àustria |
| 3     | Suïssa |
| 4     | HongriaAntal Benda (UTE) · Sándor Cséfai (Elektromos MSE) · Ferenc Cziráki (UTE) · Miklós Fodor (Elektromos MSE) · Lőrinc Galgóczi (UTE) · János Koppány (Elektromos MSE) · Lajos Kutasi (Elektromos MSE) · Tibor Máté (VAC) · Imre Páli (UTE) · Ferenc Rákosi (Elektromos MSE) · Endre Salgó (VAC) · István Serényi (VAC) · Sándor Szomori (UTE) · Gyula Takács (MAFC) · Antal Újváry (Elektromos MSE) · Ferenc Velkey (Elektromos MSE) |
| 5     | RomaniaEntrenador: Hans Schuschnig (Hermannstädter Turnverein) · Péter Facsi (Bukarest) · Carol Haffer (Hermannstädter Turnverein) · Ludovic Haffer (Hermannstädter Turnverein) · Fritz Halmen (Hermannstädter Turnverein) · Willi Heidel (Hermannstädter Turnverein) · Hans Hermannstädter (Hermannstädter Turnverein) · Hans Georg Herzog (Hermannstädter Turnverein) · Alfred Höchsmann (Hermannstädter Turnverein) · Bruno Holzträger (Mediasch) · Willi Kirschner (Hermannstädter Turnverein) · Günther Schorsten (Hermannstädter Turnverein) · Robert Speck (Hermannstädter Turnverein) · Wilhelm Zacharias (Hermannstädter Turnverein) · Hans Zikeli (Mediasch) · Stefan Zoller (Hermannstädter Turnverein)Dragan Comanescu (Viforul Dacia Bukarest) · Fritz Kasemiresch (Mediasch) · Stippi Orendi (Kronstadt) · Oki Sonntag (Hermannstädter Turnverein) |
| 6     | Estats UnitsWilliam Alexander Ahlemeyer · Walter Bowden · Charles C. Dauner · Edward John Hagen · Joseph Kaylor · Fred Leinweber · Henry Oehler · Otto Oehler · Herbert Karl Oehmichen · Willy K. Renz · Alfred Rosesco · Edmund Schallenberg · Gerard A. YantzPhilip Schupp |